# خواب‌آور
خواب‌آور (به انگلیسی: Hypnotic) ماده‌ای که باعث خواب می‌شود را گویند.
خواب‌آورها می‌توانند داروی صناعی باشند یا گیاهی یا حتی یک ماده غذایی مانند چای. معروف‌ترین خواب‌آورهای دارویی بنزودیازپین‌ها هستند مانند دیازپام، اگزازپام، کلونازپام، لورازپام، فلورازپام و کلردیازپوکساید. برخی از داروهای دیگر نیز اثرات خواب‌آوری دارند مانند فنوباربیتال و آنتی‌هیستامین‌های غیر اختصاصی مانند دیفن‌هیدرامین و پرومتازین. گیاهانی مانند حنا، سنبل‌الطیب، بومادران و تریاک نیز خواب‌آورند.
علاوه بر این‌ها ملاتونین یکی از هورمون‌های طبیعی مترشحه از غده پینه‌آل است که در تنظیم چرخه خواب و بیداری نقش دارد. هورمون ملاتونین به‌طور طبیعی در شب‌ها و در پاسخ به تاریکی ترشح می‌شود. با افزایش سن، ترشح این هورمون کاهش می‌یابد. مکمل ملاتونین به شکل قرص‌های ۱، ۳، ۵ و ۱۰ میلی‌گرم موجود است. از آن‌جایی که FDA یا سازمان غذا و داروی آمریکا نظارت دقیقی بر مکمل‌ها ندارد نمی‌توان آن را دارو نامید، اگرچه در استرالیا این قرص توانسته مجوز درمانی برای افراد بالای ۵۴ سال را بگیرد اما در ایران نیز نمی‌توان عنوان دارو را برای آن به‌کار برد و صرفاً لفظ مکمل برای این قرص به کارمی‌رود. از قرص ملاتونین برای رفع مشکل زمان شروع به خواب رفتن، پرواززدگی یا Jet lag که به دنبال سفر به مناطقی که ساعت روز و شبشان به مقدار زیادی با محل زندگی فرد تفاوت دارد و همچنین برای افرادی که شیفت‌های کاری متغیری دارند، استفاده می‌شود.